# El muro
El muro es una colección de cuentos y novelas cortas publicada en 1939 por el escritor francés Jean-Paul Sartre. Es considerada como una de las mejores obras existencialistas del autor y fue dedicada a su amiga de toda la vida Olga Kosakiewicz, antigua estudiante de Simone de Beauvoir.
El libro está compuesto por cinco cuentos o novelas cortas de 25 a 90 páginas que Jean-Paul Sartre definió como "cinco pequeños desastres trágicos y cómicos".

## Contenido
| Título                 | Sinopsis |
| ---------------------- | --- |
| El muro                | Narración en primera persona de un prisionero republicano español condenado a ser fusilado por las tropas franquistas y sus reflexiones respecto a la vida y la muerte la noche previa al día de su ejecución.                                                                                |
| La cámara              | Narración en tercera persona que explora temas como la locura, la enfermedad, la familia burguesa, las parejas y la sexualidad. |
| Eróstrato              | Narración en primera persona que expone los temas del odio a la humanidad y de la violencia, la angustia causada por la sexualidad femenina, todo desarrollándose en un ambiente tragicómico, reminiscente del incendio del templo de Artemisa en Éfeso.                                      |
| Intimidad              | Se desarrolla con una narración en tercera persona y utilizando monólogos interiores por parte de los protagonistas. Trata de la lucha interna de una mujer por decidirse a dejar a su esposo y luego por encontrarle un sentido a los roles sociales de esposa, amiga y amante.              |
| La infancia de un jefe | Es la narración más extensa del libro, de un tono muy distinto al resto. Expone un análisis sociológico, psicológico e histórico de un muchacho que pasa de buscarle un sentido a la vida, a seguir los pasos de Arthur Rimbaud y finalmente a acercarse poco a poco a la ideología fascista. |

## Adaptaciones
Algunas de las novelas del libro fueron adaptadas a la televisión y al cine:
- La Chambre, para télévision en 1964 por Michel Mitrani.
- Le Mur, para télévision en 1967 por Serge Roullet.
- Intimité, para cine en 1993 por Dominique Moll.

## Fuente
- Annie Cohen-Solal, Sartre - 1905-1980, Gallimard, París, 1985.

- Datos: Q2398227